# Boa (Ethnie)

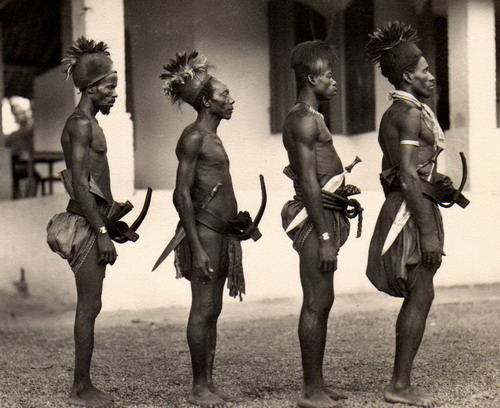
Boa-Männer mit ihren Kurzschwertern

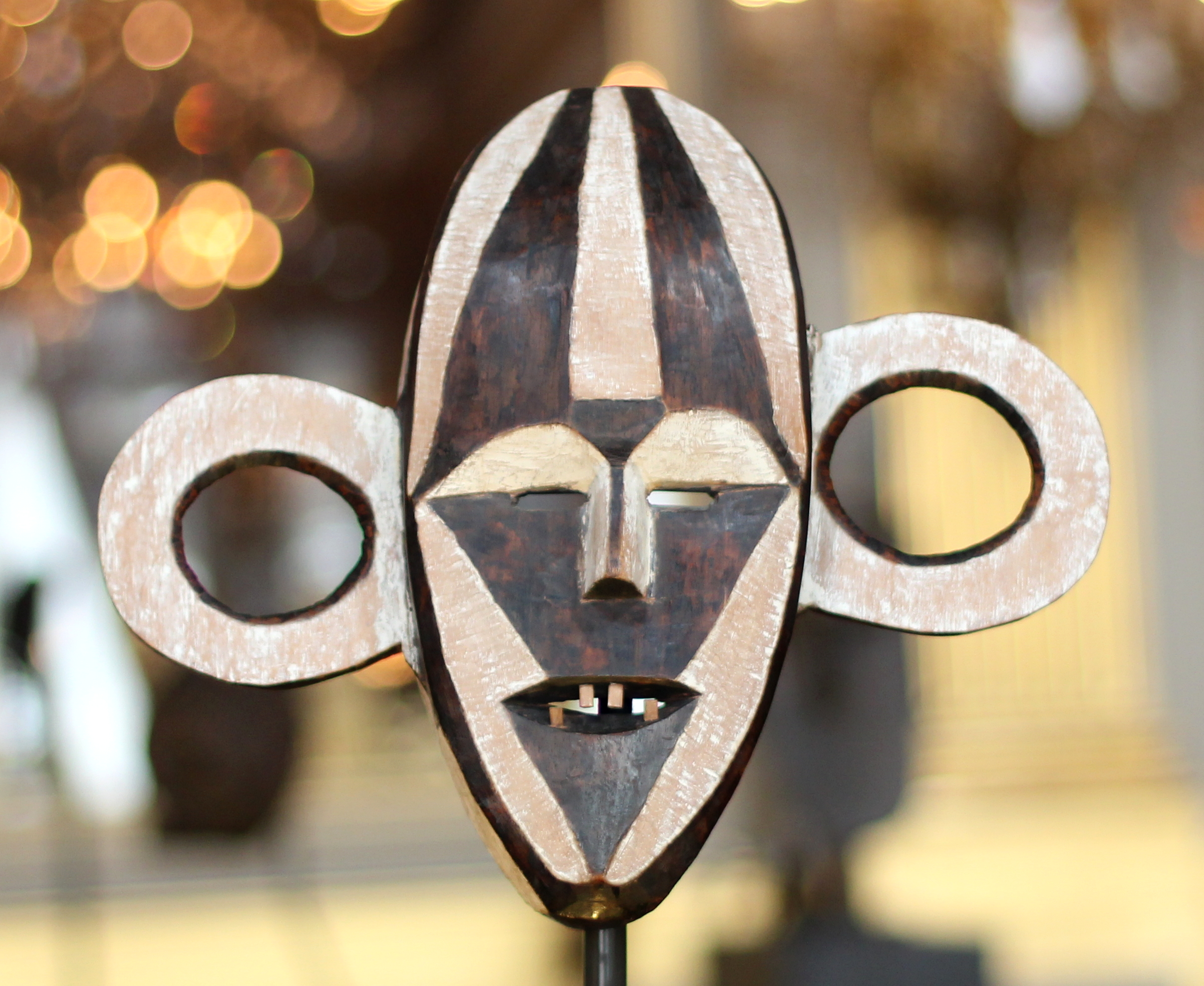
pongdudu-Maske

Die Boa (auch Baboa, Babwa, Ababua, Bobua, Bobwa, Mangbua, Bobwale, Mbua, Aboboa, Abua, Boboa) sind eine Ethnie aus der Demokratischen Republik Kongo, hauptsächlich aus dem Distrikt Bas-Uele. Sie stellen in diesem Distrikt den Hauptteil der 900.000 (Stand 2007) zählenden Bevölkerung. Ungewöhnlich ist, dass die Boa keine Clans bilden, sondern patrilinear organisiert sind. Früher war die Nutzung von Sklaven üblich. Traditionell sind die meisten Boa Bauern und Hirten, aber eine signifikante Anzahl ist gut ausgebildet und arbeitet in den Städten.
Im 18. Jahrhundert migrierten die Boa aus einem Gebiet westlich des Kongo-Flusses in östlicher Richtung zum Mbomou-Fluss. Sie galten als fähige Krieger und konnten so im 19. Jahrhundert die Unterwerfungsversuche Azande erfolgreich abwehren. Ab 1910 wurden sie christianisiert, was nachhaltig ihren kulturellen Zusammenhalt störte. Zu Beginn des 20. Jahrhunderts kam es zu erfolglosen Aufständen gegen den Kongo-Freistaat.
Die Boa sind bekannt für ihre als pongdudu bezeichneten Masken und das obwohl diese Masken gar nicht häufig vorkamen. Ein gemeinsames Merkmal der Masken ist die Verzierung mit einem schwarz-weißen geometrischen Muster. Manche Masken verfügen über markante abstehende Ohren mit großen Öffnungen, welche das Helix-Piercing der östlichen Boa darstellen.
Auch bekannt ist das Kurzschwert bzw. der Dolch der Boa.